# Sokolovo, Gabrovo
Sokolovo (în bulgară Соколово) este un sat în comuna Dreanovo, regiunea Gabrovo,  Bulgaria. 

## Demografie
Componența etnică a satului Sokolovo
     Turci (12,82%)
     Bulgari (87,17%)
     Nicio identificare (0%)
     Altele (0%)
La recensământul din 2011, populația satului Sokolovo era de 39 locuitori. Din punct de vedere etnic, majoritatea locuitorilor (87,17%) erau bulgari, cu o minoritate de turci (12,82%). Pentru 0% din locuitori nu este cunoscută apartenența etnică.